# Liste des communes nouvelles créées en 2017
Pour les articles homonymes, voir Liste de communes nouvelles.
| \| Chazey-Bons · Nivigne-et-Suran · Meaulne-Vitray · Ubaye-Serre-Ponçon · Vallouise-Pelvoux · Valdoule · Bazeilles · Vrigne-aux-Bois · Bordes-Uchentein · Druelle Balsac · Saline · Laize-Clinchamps · Thue et Mue · Creully sur Seulles · Pont sur Seulles · Moulins en Bessin · Moult-Chicheboville · Val d'Arry · Valambray · Isigny-sur-Mer · Formigny La Bataille · Aurseulles · Caumont-sur-Aure · Méry-Bissières-en-Auge · Belle Vie en Auge · Mézidon Vallée d'Auge · Saint-Pierre-en-Auge · Val de Drôme · Dialan sur Chaîne · Les Monts d'Aunay · Seulline · Terres-de-Druance · Noues-de-Sienne · Aure-sur-Mer · Neuvéglise-sur-Truyère · Murat · Aunac-sur-Charente · Bellevigne · Montmoreau · Coteaux du Blanzacais · Sarroux-Saint-Julien · Argentat-sur-Dordogne · Cormot-Vauchignon · Guerlédan · Bon Repos sur Blavet · Beaussais-sur-Mer · Fursac · Bassillac et Auberoche · Castels et Bézenac · Boulazac Isle Manoire · Les Coteaux Périgourdins · Cubjac-Auvézère-Val d'Ans · La Tour-Blanche-Cercles · Mareuil en Périgord · Sanilhac · Saint Privat en Périgord · Val de Louyre et Caudeau · La Jemaye-Ponteyraud · Pays de Clerval · Chemaudin · Etalans · Levier · Le Val · Bosroumois · La Chapelle-Longueville · Les Monts-du-Roumois · Les Trois-Lacs · Nassandres-sur-Risle · Pacy-sur-Eure · Thenouville · Val-d'Orger · Verneuil-d'Avre-et-d'Iton · Terres de Bord · Arrou · Cloyes-les-Trois-Rivières · Villemaury · Milizac-Guipronvel · Plounéour-Brignogan-Plages · Péguilhan · Castets et Castillon · Margaux-Cantenac · Châteaugiron · Maen-Roch · Val d'Anast · Les Portes-du-Coglais · Langeais · Coteaux sur Loire · Beaumont-Louestault · Arandon-Passins · Villages du Lac de Paladru · La Sure en Chartreuse · Les Deux-Alpes · Châtel-en-Trièves · Montlainsia · Trenal · Coteaux-du-Lizon · Valzin-en-Petite-Montagne · Val-Sonnette · Val Suran · Septmoncel Les Molunes · Aromas · Thoirette-Coisia · Rion-des-Landes · Valloire-sur-Cisse · Valencisse · Veuzain-sur-Loire · Oucques la Nouvelle · Saint-Privat-d'Allier · Bray-Saint-Aignan · Castelnau-Montratier · Bellefont La Rauze · Saint-Géry-Vers · Gorges-du-Tarn-Causses · Mont-Lozère-et-Goulet · Malbouzon · Saint-Bonnet-Laval · Peyre-en-Aubrac · Massegros-Causses-Gorges · Morannes sur Sarthe-Daumeray · Terranjou · Picauville · Saint-James · Juvigny-les-Vallées · Saint-Amand-Villages · Condé-sur-Vire · Carentan-les-Marais · Canisy · Remilly-les-Marais · La Hague · Bourgogne-Fresne · Cormicy · Colombey-les-Deux-Églises · Blandouet-Saint-Jean · Val-du-Maine · Montsûrs-Saint Céneré · Val de Briey · La Gacilly · Carentoir · Ogy-Montoy-Flanville · Vaux-d'Amognes · La Drenne · Auneuil · Belforêt-en-Perche · Gouffern-en-Auge · Enquin-lez-Guinegatte · Ance-Féas · Benqué-Molère · Saligos · Hochfelden · Porte des Pierres Dorées · Val d'Oingt · Chabanière · Servance-Miellin · La Vineuse-sur-Fregande · Saint-Paterne-Le Chevain · Bazouges-Cré-sur-Loir · Loir-en-Vallée · Val Cenis · Courchevel · Saint-François-Longchamp · Annecy · Fillière · Terres-de-Caux · Buchy · Moret-Loing-et-Orvanne · Alloinay · Val-en-Vignes · Mougon-Thorigné · Hypercourt · Étinehem-Méricourt · Puygouzon · Auchay-sur-Vendée · Les Achards · Beaumont-Saint-Cyr · Jaunay-Marigny · Saint-Martin-la-Pallu · Champigny-en-Rochereau · Tollaincourt · [La Vôge-les-Bains · Montholon · Deux-Rivières · Les Hauts-de-Forterre \| Localisation des communes nouvelles créées en 2017 (en rouge, création annulée). |
| Chazey-Bons · Nivigne-et-Suran · Meaulne-Vitray · Ubaye-Serre-Ponçon · Vallouise-Pelvoux · Valdoule · Bazeilles · Vrigne-aux-Bois · Bordes-Uchentein · Druelle Balsac · Saline · Laize-Clinchamps · Thue et Mue · Creully sur Seulles · Pont sur Seulles · Moulins en Bessin · Moult-Chicheboville · Val d'Arry · Valambray · Isigny-sur-Mer · Formigny La Bataille · Aurseulles · Caumont-sur-Aure · Méry-Bissières-en-Auge · Belle Vie en Auge · Mézidon Vallée d'Auge · Saint-Pierre-en-Auge · Val de Drôme · Dialan sur Chaîne · Les Monts d'Aunay · Seulline · Terres-de-Druance · Noues-de-Sienne · Aure-sur-Mer · Neuvéglise-sur-Truyère · Murat · Aunac-sur-Charente · Bellevigne · Montmoreau · Coteaux du Blanzacais · Sarroux-Saint-Julien · Argentat-sur-Dordogne · Cormot-Vauchignon · Guerlédan · Bon Repos sur Blavet · Beaussais-sur-Mer · Fursac · Bassillac et Auberoche · Castels et Bézenac · Boulazac Isle Manoire · Les Coteaux Périgourdins · Cubjac-Auvézère-Val d'Ans · La Tour-Blanche-Cercles · Mareuil en Périgord · Sanilhac · Saint Privat en Périgord · Val de Louyre et Caudeau · La Jemaye-Ponteyraud · Pays de Clerval · Chemaudin · Etalans · Levier · Le Val · Bosroumois · La Chapelle-Longueville · Les Monts-du-Roumois · Les Trois-Lacs · Nassandres-sur-Risle · Pacy-sur-Eure · Thenouville · Val-d'Orger · Verneuil-d'Avre-et-d'Iton · Terres de Bord · Arrou · Cloyes-les-Trois-Rivières · Villemaury · Milizac-Guipronvel · Plounéour-Brignogan-Plages · Péguilhan · Castets et Castillon · Margaux-Cantenac · Châteaugiron · Maen-Roch · Val d'Anast · Les Portes-du-Coglais · Langeais · Coteaux sur Loire · Beaumont-Louestault · Arandon-Passins · Villages du Lac de Paladru · La Sure en Chartreuse · Les Deux-Alpes · Châtel-en-Trièves · Montlainsia · Trenal · Coteaux-du-Lizon · Valzin-en-Petite-Montagne · Val-Sonnette · Val Suran · Septmoncel Les Molunes · Aromas · Thoirette-Coisia · Rion-des-Landes · Valloire-sur-Cisse · Valencisse · Veuzain-sur-Loire · Oucques la Nouvelle · Saint-Privat-d'Allier · Bray-Saint-Aignan · Castelnau-Montratier · Bellefont La Rauze · Saint-Géry-Vers · Gorges-du-Tarn-Causses · Mont-Lozère-et-Goulet · Malbouzon · Saint-Bonnet-Laval · Peyre-en-Aubrac · Massegros-Causses-Gorges · Morannes sur Sarthe-Daumeray · Terranjou · Picauville · Saint-James · Juvigny-les-Vallées · Saint-Amand-Villages · Condé-sur-Vire · Carentan-les-Marais · Canisy · Remilly-les-Marais · La Hague · Bourgogne-Fresne · Cormicy · Colombey-les-Deux-Églises · Blandouet-Saint-Jean · Val-du-Maine · Montsûrs-Saint Céneré · Val de Briey · La Gacilly · Carentoir · Ogy-Montoy-Flanville · Vaux-d'Amognes · La Drenne · Auneuil · Belforêt-en-Perche · Gouffern-en-Auge · Enquin-lez-Guinegatte · Ance-Féas · Benqué-Molère · Saligos · Hochfelden · Porte des Pierres Dorées · Val d'Oingt · Chabanière · Servance-Miellin · La Vineuse-sur-Fregande · Saint-Paterne-Le Chevain · Bazouges-Cré-sur-Loir · Loir-en-Vallée · Val Cenis · Courchevel · Saint-François-Longchamp · Annecy · Fillière · Terres-de-Caux · Buchy · Moret-Loing-et-Orvanne · Alloinay · Val-en-Vignes · Mougon-Thorigné · Hypercourt · Étinehem-Méricourt · Puygouzon · Auchay-sur-Vendée · Les Achards · Beaumont-Saint-Cyr · Jaunay-Marigny · Saint-Martin-la-Pallu · Champigny-en-Rochereau · Tollaincourt · [La Vôge-les-Bains · Montholon · Deux-Rivières · Les Hauts-de-Forterre                                                                                        |

Cet article contient la liste des communes nouvelles créées en 2017, c'est-à-dire la liste des communes nouvelles françaises pour lesquelles les arrêtés préfectoraux prononçant la création définissent une date de création comprise entre le 1er janvier 2017 et le 31 décembre 2017.
Cette liste contient 182 communes nouvelles regroupant 576 communes.
Conformément aux règles de nommage des articles de communes de France, les noms retenus sont ceux qui ont été définis dans les arrêtés préfectoraux, même s'ils contiennent des fautes de typographie.

## Synthèse

### Contexte
La loi no 2010-1563 du 16 décembre 2010 de réforme des collectivités territoriales a substitué au régime antérieur de fusion de communes défini par la loi dite « Marcellin » du 16 juillet 1971 une procédure rénovée de regroupement, aboutissant à la création d’une « commune nouvelle ». Elle a été complétée en 2015 par une nouvelle loi no 2015-292 du 16 mars 2015 relative à l'amélioration du régime de la commune nouvelle, pour des communes fortes et vivantes, mettant en place des incitations financières temporaires afin de favoriser la création de communes nouvelles avant le 1er janvier 2016.
La loi de finances 2016 modifie la date initialement prévue du 1er janvier 2016 pour les arrêtés de création de communes nouvelles ; elle est prorogée de neuf mois (30 septembre 2016), sur délibérations concordantes prises avant le 30 juin 2016. Il n'est pas prévu de reconduire ces incitations en 2017.

### Dénombrement

#### Nombre de communes nouvelles créées en 2017
182 communes nouvelles ont été créées en 2017, dont 181 au 1er janvier 2017. Elles regroupent 576 communes anciennes.

#### Nombre total de communes en France
Au 1er janvier 2017, la France compte 35 416 communes dont 35 287 en France métropolitaine et 129 dans les DOM.
| Année | Date             | France métropolitaine | France métropolitaine | France métropolitaine | DOM | Total  |
| Année | Date             | communes nouvelles    | communes regroupées   | Nb total communes     | DOM | Total  |
| ----- | ---------------- | --------------------- | --------------------- | --------------------- | --- | ------ |
|       | 31 décembre 2016 | 31 décembre 2016      | 31 décembre 2016      | 35 678                | 129 | 35 807 |
| 2017  | 1er janvier 2017 | 181                   | 573                   | 35 287                | 129 | 35 416 |
| 2017  | 1er juillet 2017 | 1                     | 3                     | 35 285                | 129 | 35 414 |
| 2017  | Total            | 182                   | 576                   |                       |     |        |

## Liste détaillée
L’article L. 2113-6 du code général des collectivités territoriales précise que « l'arrêté du représentant de l'État dans le département prononçant la création de la commune nouvelle détermine le nom de la commune nouvelle, le cas échéant au vu des avis émis par les conseils municipaux, fixe la date de création et en complète, en tant que de besoin, les modalités ». Le tableau suivant présente ces indicateurs pour chacune des communes nouvelles créées en 2017 : nom, date de l'arrêté prononçant la création, date de création et quelques modalités (existence de communes déléguées, chef-lieu) ou informations complémentaires (population).
| Département             | Nombre | Commune nouvelle                    | Commune nouvelle | Commune nouvelle           | Commune nouvelle | Anciennes communes       | Anciennes communes | Anciennes communes                             | Arrêté préfectoral portant création                                                                                                | Date de création |
| Département             | Nombre | Nom                                 | Code Insee       | Chef-lieu                  | Population 2013  | Nombre                   | Nom | Déléguées                                      | Arrêté préfectoral portant création                                                                                                | Date de création |
| ----------------------- | ------ | ----------------------------------- | ---------------- | -------------------------- | ---------------- | ------------------------ | --- | ---------------------------------------------- | --- | ---------------- |
| Ain                     | 2      | Nivigne et Suran                    | 01095            | Chavannes-sur-Suran        | 790              | 2                        | Chavannes-sur-Suran - Germagnat | non                                            | 20 mai 2016 | 1er janvier 2017 |
| Ain                     | 2      | Chazey-Bons                         | 01098            | Chazey-Bons                | 1 000            | 2                        | Chazey-Bons - Pugieu | non                                            | 30 juin 2016 | 1er janvier 2017 |
| Allier                  | 1      | Meaulne-Vitray                      | 03168            | Meaulne                    | 894              | 2                        | Meaulne - Vitray | oui                                            | 19 juillet 2016 | 1er janvier 2017 |
| Alpes-de-Haute-Provence | 1      | Ubaye-Serre-Ponçon                  | 04033            | La Bréole                  | 693              | 2                        | La Bréole - Saint-Vincent-les-Forts | oui                                            | 16 décembre 2016 | 1er janvier 2017 |
| Hautes-Alpes            | 2      | Vallouise-Pelvoux                   | 05101            | Pelvoux                    | 1 275            | 2                        | Pelvoux - Vallouise | non                                            | 5 septembre 2016 | 1er janvier 2017 |
| Hautes-Alpes            | 2      | Valdoule                            | 05024            | Bruis                      | 214              | 3                        | Bruis - Montmorin - Sainte-Marie | oui                                            | 24 mars 2017 | 1er juillet 2017 |
| Ardennes                | 2      | Bazeilles                           | 08053            | Bazeilles                  | 2 506            | 3                        | Bazeilles - Rubécourt-et-Lamécourt - Villers-Cernay | oui                                            | 15 juin 2016 | 1er janvier 2017 |
| Ardennes                | 2      | Vrigne aux Bois                     | 08491            | Vrigne-aux-Bois            | 3 751            | 2                        | Bosseval-et-Briancourt - Vrigne-aux-Bois | oui                                            | 15 novembre 2016 | 1er janvier 2017 |
| Ariège                  | 1      | Bordes-Uchentein                    | 09062            | Les Bordes-sur-Lez         | 188              | 2                        | Les Bordes-sur-Lez - Uchentein | oui                                            | 4 août 2016 | 1er janvier 2017 |
| Aveyron                 | 1      | Druelle Balsac                      | 12090            | Druelle                    | 2 753            | 2                        | Balsac - Druelle | non                                            | 6 septembre 2016 | 1er janvier 2017 |
| Calvados                | 24     | Saline                              | 14712            | Troarn                     | 5 437            | 2                        | Sannerville - Troarn | oui                                            | 29 juillet 2016 (arrêté annulé par jugement du tribunal administratif de Caen du 28 décembre 2018 avec effet au 31 décembre 2019). | 1er janvier 2017 |
| Calvados                | 24     | Laize-Clinchamps                    | 14349            | Laize-la-Ville             | 1 790            | 2                        | Clinchamps-sur-Orne - Laize-la-Ville | oui                                            | 8 septembre 2016 | 1er janvier 2017 |
| Calvados                | 24     | Thue et Mue                         | 14098            | Bretteville-l'Orgueilleuse | 5 328            | 6                        | Bretteville-l'Orgueilleuse - Brouay - Cheux - Le Mesnil-Patry - Putot-en-Bessin - Sainte-Croix-Grand-Tonne | oui                                            | 8 septembre 2016 | 1er janvier 2017 |
| Calvados                | 24     | Creully sur Seulles                 | 14200            | Creully                    | 2 389            | 3                        | Creully - Saint-Gabriel-Brécy - Villiers-le-Sec | non                                            | 8 septembre 2016 | 1er janvier 2017 |
| Calvados                | 24     | Ponts sur Seulles                   | 14355            | Lantheuil                  | 1 095            | 3                        | Amblie - Lantheuil - Tierceville | non                                            | 8 septembre 2016 | 1er janvier 2017 |
| Calvados                | 24     | Moulins en Bessin                   | 14406            | Martragny                  | 1 113            | 4                        | Coulombs - Cully - Martragny - Rucqueville | non                                            | 8 septembre 2016 | 1er janvier 2017 |
| Calvados                | 24     | Moult-Chicheboville                 | 14456            | Moult                      | 2 654            | 2                        | Chicheboville - Moult | oui                                            | 8 septembre 2016 | 1er janvier 2017 |
| Calvados                | 24     | Val d'Arry                          | 14475            | Noyers-Missy               | 2 278            | 4                        | Le Locheur - Noyers-Missy (déjà issue, le 1er janvier 2016, du regroupement de Missy et Noyers-Bocage) - Tournay-sur-Odon | oui                                            | 8 septembre 2016, | 1er janvier 2017 |
| Calvados                | 24     | Valambray                           | 14005            | Airan                      | 1 778            | 5                        | Airan - Billy - Conteville - Fierville-Bray - Poussy-la-Campagne | oui                                            | 8 septembre 2016 | 1er janvier 2017 |
| Calvados                | 24     | Isigny-sur-Mer                      | 14342            | Isigny-sur-Mer             | 3 834            | 5                        | Castilly - Isigny-sur-Mer - Neuilly-la-Forêt - Les Oubeaux - Vouilly | oui                                            | 8 septembre 2016 | 1er janvier 2017 |
| Calvados                | 24     | Formigny La Bataille                | 14281            | Formigny                   | 715              | 4                        | Aignerville - Écrammeville - Formigny - Louvières | non                                            | 8 septembre 2016 | 1er janvier 2017 |
| Calvados                | 24     | Aurseulles                          | 14011            | Anctoville                 | 1 944            | 7                        | Anctoville (et ses communes associées devenant communes déléguées Feuguerolles-sur-Seulles, Orbois et Sermentot) - Longraye - Saint-Germain-d'Ectot - Torteval-Quesnay | oui                                            | 8 septembre 2016, | 1er janvier 2017 |
| Calvados                | 24     | Caumont-sur-Aure                    | 14143            | Caumont-l'Éventé           | 2 434            | 3                        | Caumont-l'Éventé - Livry - La Vacquerie | oui                                            | 8 septembre 2016 | 1er janvier 2017 |
| Calvados                | 24     | Méry-Bissières-en-Auge              | 14410            | Méry-Corbon                | 1 206            | 2                        | Bissières - Méry-Corbon | non                                            | 8 septembre 2016 | 1er janvier 2017 |
| Calvados                | 24     | Belle Vie en Auge                   | 14527            | Biéville-Quétiéville       | 509              | 2                        | Biéville-Quétiéville - Saint-Loup-de-Fribois | oui                                            | 8 septembre 2016 | 1er janvier 2017 |
| Calvados                | 24     | Mézidon Vallée d'Auge               | 14431            | Mézidon-Canon              | 9 819            | 14                       | Les Authieux-Papion - Coupesarte - Crèvecœur-en-Auge - Croissanville - Grandchamp-le-Château - Lécaude - Magny-la-Campagne - Magny-le-Freule - Le Mesnil-Mauger - Mézidon-Canon - Monteille - Percy-en-Auge - Saint-Julien-le-Faucon - Vieux-Fumé                                                                     | oui                                            | 8 septembre 2016 | 1er janvier 2017 |
| Calvados                | 24     | Saint-Pierre-en-Auge                | 14654            | Saint-Pierre-sur-Dives     | 7 863            | 13                       | Boissey - Bretteville-sur-Dives - Hiéville - Mittois - Montviette - L'Oudon - Ouville-la-Bien-Tournée - Sainte-Marguerite-de-Viette - Saint-Georges-en-Auge - Saint-Pierre-sur-Dives - Thiéville - Vaudeloges - Vieux-Pont-en-Auge                                                                                    | oui                                            | 8 septembre 2016 | 1er janvier 2017 |
| Calvados                | 24     | Val de Drôme                        | 14672            | Sept-Vents                 | 820              | 4                        | Dampierre - La Lande-sur-Drôme - Saint-Jean-des-Essartiers - Sept-Vents | oui                                            | 26 septembre 2016 | 1er janvier 2017 |
| Calvados                | 24     | Dialan sur Chaîne                   | 14347            | Jurques                    | 1 069            | 2                        | Jurques - Le Mesnil-Auzouf | oui                                            | 26 septembre 2016 | 1er janvier 2017 |
| Calvados                | 24     | Les Monts d'Aunay                   | 14027            | Aunay-sur-Odon             | 4 761            | 7                        | Aunay-sur-Odon - Bauquay - Campandré-Valcongrain - Danvou-la-Ferrière - Ondefontaine - Le Plessis-Grimoult - Roucamps | oui                                            | 26 septembre 2016 | 1er janvier 2017 |
| Calvados                | 24     | Seulline                            | 14579            | Seulline                   | 1 307            | 2                        | La Bigne - Seulline (fusion de Coulvain et Saint-Georges-d'Aunay en commune nouvelle le 1er janvier 2016) | oui                                            | 26 septembre 2016 | 1er janvier 2017 |
| Calvados                | 24     | Terres de Druance                   | 14357            | Lassy                      | 939              | 3                        | Lassy - Saint-Jean-le-Blanc - Saint-Vigor-des-Mézerets | oui                                            | 2 décembre 2016 | 1er janvier 2017 |
| Calvados                | 24     | Noues de Sienne                     | 14658            | Saint-Sever-Calvados       | 4 492            | 10                       | Champ-du-Boult - Courson - Fontenermont - Le Gast - Le Mesnil-Benoist - Le Mesnil-Caussois - Mesnil-Clinchamps - Saint-Manvieu-Bocage - Saint-Sever-Calvados - Sept-Frères | oui                                            | 6 décembre 2016 | 1er janvier 2017 |
| Calvados                | 24     | Aure sur Mer                        | 14591            | Sainte-Honorine-des-Pertes | 755              | 2                        | Russy - Sainte-Honorine-des-Pertes | oui                                            | 9 décembre 2016 | 1er janvier 2017 |
| Cantal                  | 2      | Neuvéglise-sur-Truyère              | 15142            | Neuvéglise                 | 1 750            | 4                        | Lavastrie - Neuvéglise - Oradour - Sériers | oui                                            | 21 septembre 2016 | 1er janvier 2017 |
| Cantal                  | 2      | Murat                               | 15138            | Murat                      | 2 015            | 2                        | Murat - Chastel-sur-Murat | oui                                            | 16 décembre 2016 | 1er janvier 2017 |
| Charente                | 4      | Montmoreau                          | 16230            | Montmoreau-Saint-Cybard    | 2 608            | 5                        | Aignes-et-Puypéroux - Montmoreau-Saint-Cybard - Saint-Amant-de-Montmoreau - Saint-Eutrope - Saint-Laurent-de-Belzagot | non                                            | 29 juin 2016 | 1er janvier 2017 |
| Charente                | 4      | Bellevigne                          | 16204            | Malaville                  | 1 385            | 5                        | Éraville - Malaville - Nonaville - Touzac - Viville | oui                                            | 22 juin 2016 | 1er janvier 2017 |
| Charente                | 4      | Aunac-sur-Charente                  | 16023            | Aunac                      | 623              | 3                        | Aunac - Bayers - Chenommet | non                                            | 9 juin 2016, | 1er janvier 2017 |
| Charente                | 4      | Côteaux du Blanzacais               | 16046            | Blanzac-Porcheresse        | 949              | 2                        | Blanzac-Porcheresse - Cressac-Saint-Genis | oui                                            | 3 novembre 2016, | 1er janvier 2017 |
| Corrèze                 | 2      | Sarroux - Saint Julien              | 19252            | Sarroux                    | 863              | 2                        | Saint-Julien-près-Bort - Sarroux | non                                            | 22 juin 2016 | 1er janvier 2017 |
| Corrèze                 | 2      | Argentat-sur-Dordogne               | 19010            | Argentat                   | 3 116            | 2                        | Argentat - Saint-Bazile-de-la-Roche | oui                                            | 28 juin 2016 | 1er janvier 2017 |
| Côte-d'Or               | 1      | Cormot-Vauchignon                   | 21195            | Cormot-le-Grand            | 191              | 2                        | Cormot-le-Grand - Vauchignon | non                                            | 2 décembre 2016 | 1er janvier 2017 |
| Côtes-d'Armor           | 3      | Guerlédan                           | 22158            | Mûr-de-Bretagne            | 2 532            | 2                        | Mûr-de-Bretagne - Saint-Guen | oui                                            | 30 août 2016 | 1er janvier 2017 |
| Côtes-d'Armor           | 3      | Bon Repos sur Blavet                | 22107            | Laniscat                   | 1 282            | 3                        | Laniscat - Perret - Saint-Gelven | oui                                            | 30 août 2016 | 1er janvier 2017 |
| Côtes-d'Armor           | 3      | Beaussais-sur-Mer                   | 22209            | Ploubalay                  | 3 352            | 3                        | Plessix-Balisson - Ploubalay - Trégon | oui                                            | 30 août 2016 | 1er janvier 2017 |
| Creuse                  | 1      | Fursac                              | 23192            | Saint-Étienne-de-Fursac    | 1 561            | 2                        | Saint-Étienne-de-Fursac - Saint-Pierre-de-Fursac | non                                            | 29 septembre 2016 | 1er janvier 2017 |
| Dordogne                | 11     | Bassillac et Auberoche              | 24026            | Bassillac                  | 4 407            | 6                        | Bassillac - Blis-et-Born - Le Change - Eyliac - Milhac-d'Auberoche - Saint-Antoine-d'Auberoche | oui                                            | 29 juin 2016, | 1er janvier 2017 |
| Dordogne                | 11     | Castels et Bézenac                  | 24087            | Castels                    | 784              | 2                        | Bézenac - Castels | non                                            | 29 juin 2016, | 1er janvier 2017 |
| Dordogne                | 11     | Les Coteaux Périgourdins            | 24117            | Chavagnac                  | 563              | 2                        | Chavagnac - Grèzes | oui                                            | 29 juin 2016, | 1er janvier 2017 |
| Dordogne                | 11     | Boulazac Isle Manoire               | 24053            | Boulazac                   | 10 282           | 2 (4 communes déléguées) | Boulazac Isle Manoire - Sainte-Marie-de-Chignac | oui                                            | 26 septembre 2016 | 1er janvier 2017 |
| Dordogne                | 11     | Cubjac-Auvézère-Val d'Ans           | 24147            | Cubjac                     | 1 104            | 3                        | Cubjac - La Boissière-d'Ans - Saint-Pantaly-d'Ans | oui                                            | 26 septembre 2016 | 1er janvier 2017 |
| Dordogne                | 11     | La Tour-Blanche-Cercles             | 24554            | La Tour-Blanche            | 625              | 2                        | La Tour-Blanche - Cercles | oui                                            | 26 septembre 2016 | 1er janvier 2017 |
| Dordogne                | 11     | Mareuil en Périgord                 | 24253            | Mareuil                    | 2 533            | 9                        | Beaussac - Champeaux-et-la-Chapelle-Pommier - Les Graulges - Léguillac-de-Cercles - Mareuil - Monsec - Puyrenier - Saint-Sulpice-de-Mareuil - Vieux-Mareuil | oui                                            | 26 septembre 2016 | 1er janvier 2017 |
| Dordogne                | 11     | Sanilhac                            | 24312            | Notre-Dame-de-Sanilhac     | 4 416            | 3                        | Breuilh - Marsaneix - Notre-Dame-de-Sanilhac | oui                                            | 26 septembre 2016 | 1er janvier 2017 |
| Dordogne                | 11     | Saint Privat en Périgord            | 24490            | Saint-Privat-des-Prés      | 1 236            | 3                        | Festalemps - Saint-Antoine-Cumond - Saint-Privat-des-Prés | non                                            | 26 septembre 2016 | 1er janvier 2017 |
| Dordogne                | 11     | Val de Louyre et Caudeau            | 24362            | Sainte-Alvère              | 1 643            | 2 (3 communes déléguées) | Sainte-Alvère-Saint-Laurent Les Bâtons - Cendrieux | oui                                            | 26 septembre 2016 | 1er janvier 2017 |
| Dordogne                | 11     | La Jemaye-Ponteyraud                | 24216            | La Jemaye                  | 158              | 2                        | La Jemaye - Ponteyraud | oui                                            | 1er décembre 2016 | 1er janvier 2017 |
| Doubs                   | 5      | Chemaudin et Vaux                   | 25147            | Chemaudin                  | 1 863            | 2                        | Chemaudin - Vaux-les-Prés | non                                            | 12 août 2016 | 1er janvier 2017 |
| Doubs                   | 5      | Étalans                             | 25222            | Étalans                    | 1 446            | 3                        | Charbonnières-les-Sapins - Étalans (ancienne commune) - Verrières-du-Grosbois | non                                            | 12 août 2016 | 1er janvier 2017 |
| Doubs                   | 5      | Pays de Clerval                     | 25156            | Clerval                    | 1 119            | 2                        | Clerval - Santoche | non                                            | 9 août 2016 | 1er janvier 2017 |
| Doubs                   | 5      | Levier                              | 25334            | Levier                     | 2 121            | 2                        | Labergement-du-Navois - Levier | non                                            | 16 novembre 2016 | 1er janvier 2017 |
| Doubs                   | 5      | Le Val                              | 25460            | Pointvillers               | 238              | 2                        | Montfort - Pointvillers | non                                            | 23 novembre 2016 | 1er janvier 2017 |
| Eure                    | 10     | Bosroumois                          | 27090            | Le Bosc-Roger-en-Roumois   | 3 466            | 2                        | Le Bosc-Roger-en-Roumois - Bosnormand | non                                            | 3 août 2016 | 1er janvier 2017 |
| Eure                    | 10     | La Chapelle-Longueville             | 27554            | Saint-Just                 | 3 414            | 3                        | La Chapelle-Réanville - Saint-Just - Saint-Pierre-d'Autils | non                                            | 3 août 2016 | 1er janvier 2017 |
| Eure                    | 10     | Les Monts du Roumois                | 27062            | Berville-en-Roumois        | 1 548            | 3                        | Berville-en-Roumois - Bosguérard-de-Marcouville - Houlbec-près-le-Gros-Theil | oui                                            | 3 août 2016 | 1er janvier 2017 |
| Eure                    | 10     | Les Trois Lacs                      | 27676            | Venables                   | 1 788            | 3                        | Bernières-sur-Seine - Tosny - Venables | non                                            | 3 août 2016 | 1er janvier 2017 |
| Eure                    | 10     | Nassandres sur Risle                | 27425            | Nassandres                 | 2 395            | 4                        | Carsix - Fontaine-la-Soret - Nassandres - Perriers-la-Campagne | oui                                            | 3 août 2016 | 1er janvier 2017 |
| Eure                    | 10     | Pacy-sur-Eure                       | 27448            | Pacy-sur-Eure              | 5 129            | 2                        | Pacy-sur-Eure - Saint-Aquilin-de-Pacy | oui                                            | 3 août 2016 | 1er janvier 2017 |
| Eure                    | 10     | Thénouville                         | 27089            | Bosc-Renoult-en-Roumois    | 840              | 2                        | Bosc-Renoult-en-Roumois - Theillement | oui                                            | 3 août 2016 | 1er janvier 2017 |
| Eure                    | 10     | Val d'Orger                         | 27294            | Grainville                 | 996              | 2                        | Gaillardbois-Cressenville - Grainville | oui                                            | 3 août 2016 | 1er janvier 2017 |
| Eure                    | 10     | Verneuil d'Avre et d'Iton           | 27679            | Verneuil-sur-Avre          | 7 731            | 2                        | Francheville - Verneuil-sur-Avre | oui                                            | 3 août 2016 | 1er janvier 2017 |
| Eure                    | 10     | Terres de Bord                      | 27412            | Montaure                   | 1 511            | 2                        | Montaure - Tostes | oui                                            | 22 décembre 2016 | 1er janvier 2017 |
| Eure-et-Loir            | 3      | Commune nouvelle d'Arrou            | 28012            | Arrou                      | 3 885            | 6                        | Arrou - Boisgasson - Châtillon-en-Dunois - Courtalain - Langey - Saint-Pellerin | non                                            | 25 mai 2016 | 1er janvier 2017 |
| Eure-et-Loir            | 3      | Cloyes-les-Trois-Rivières           | 28103            | Cloyes-sur-le-Loir         | 5 773            | 9                        | Autheuil - Charray - Cloyes-sur-le-Loir - Douy - La Ferté-Villeneuil - Le Mée - Montigny-le-Gannelon - Romilly-sur-Aigre - Saint-Hilaire-sur-Yerre | non                                            | 25 mai 2016 | 1er janvier 2017 |
| Eure-et-Loir            | 3      | Villemaury                          | 28330            | Saint-Cloud-en-Dunois      | 1 500            | 4                        | Civry - Lutz-en-Dunois - Ozoir-le-Breuil - Saint-Cloud-en-Dunois | non                                            | 9 septembre 2016 | 1er janvier 2017 |
| Finistère               | 2      | Milizac-Guipronvel                  | 29076            | Guipronvel                 | 4 213            | 2                        | Guipronvel - Milizac | oui                                            | 29 juin 2016 | 1er janvier 2017 |
| Finistère               | 2      | Plounéour-Brignogan-plages          | 29021            | Brignogan-Plages           | 2 036            | 2                        | Brignogan-Plages - Plounéour-Trez | oui                                            | 29 juin 2016 | 1er janvier 2017 |
| Haute-Garonne           | 1      | Péguilhan                           | 31412            | Péguilhan                  | 296              | 2                        | Lunax - Péguilhan | oui                                            | 4 août 2016 | 1er janvier 2017 |
| Gironde                 | 2      | Castets et Castillon                | 33106            | Castets-en-Dorthe          | 1 492            | 2                        | Castets-en-Dorthe - Castillon-de-Castets | oui                                            | 1er août 2016 | 1er janvier 2017 |
| Gironde                 | 2      | Margaux-Cantenac                    | 33268            | Margaux                    | 2 954            | 2                        | Margaux - Cantenac | non                                            | 17 novembre 2016 | 1er janvier 2017 |
| Ille-et-Vilaine         | 4      | Châteaugiron                        | 35069            | Châteaugiron               | 9 182            | 3                        | Châteaugiron - Ossé - Saint-Aubin-du-Pavail | oui                                            | 13 juin 2016 | 1er janvier 2017 |
| Ille-et-Vilaine         | 4      | Val d'Anast                         | 35168            | Maure-de-Bretagne          | 3 813            | 2                        | Campel - Maure-de-Bretagne | oui                                            | 29 août 2016 | 1er janvier 2017 |
| Ille-et-Vilaine         | 4      | Maen Roch                           | 35257            | Saint-Brice-en-Coglès      | 4 777            | 2                        | Saint-Brice-en-Coglès - Saint-Étienne-en-Coglès | oui                                            | 29 août 2016 | 1er janvier 2017 |
| Ille-et-Vilaine         | 4      | Les Portes du Coglais               | 35191            | Montours                   | 2 339            | 3                        | Coglès - La Selle-en-Coglès - Montours | oui                                            | 30 septembre 2016 | 1er janvier 2017 |
| Indre-et-Loire          | 3      | Coteaux-sur-Loire                   | 37232            | Saint-Patrice              | 1 870            | 3                        | Ingrandes-de-Touraine - Saint-Michel-sur-Loire - Saint-Patrice | non                                            | 30 septembre 2016 | 1er janvier 2017 |
| Indre-et-Loire          | 3      | Langeais                            | 37123            | Langeais                   | 4 400            | 2                        | Langeais (ancienne commune) - Les Essards | oui (Les Essards)                              | 30 septembre 2016 | 1er janvier 2017 |
| Indre-et-Loire          | 3      | Beaumont-Louestault                 | 37021            | Beaumont-la-Ronce          | 1 598            | 2                        | Beaumont-la-Ronce - Louestault | oui                                            | 13 décembre 2016 | 1er janvier 2017 |
| Isère                   | 5      | Arandon-Passins                     | 38297            | Passins                    | 1 753            | 2                        | Arandon - Passins | oui                                            | 29 juillet 2016 | 1er janvier 2017 |
| Isère                   | 5      | Villages du Lac de Paladru          | 38292            | Paladru                    | 2 373            | 2                        | Paladru - Le Pin | oui                                            | 29 juillet 2016 | 1er janvier 2017 |
| Isère                   | 5      | La Sure en Chartreuse               | 38407            | Saint-Julien-de-Ratz       | 983              | 2                        | Pommiers-la-Placette - Saint-Julien-de-Ratz | non                                            | 2 septembre 2016 | 1er janvier 2017 |
| Isère                   | 5      | Les Deux Alpes                      | 38253            | Mont-de-Lans               | 1 981            | 2                        | Mont-de-Lans - Vénosc | oui                                            | 28 septembre 2016 | 1er janvier 2017 |
| Isère                   | 5      | Châtel-en-Trièves                   | 38456            | Saint-Sébastien            | 474              | 2                        | Cordéac - Saint-Sébastien | oui                                            | 18 novembre 2016 | 1er janvier 2017 |
| Jura                    | 9      | Montlainsia                         | 39273            | Lains                      | 245              | 3                        | Dessia - Lains - Montagna-le-Templier | oui                                            | 27 mai 2016 | 1er janvier 2017 |
| Jura                    | 9      | Trenal                              | 39537            | Trenal                     | 436              | 2                        | Mallerey - Trenal | oui                                            | 8 juin 2016 | 1er janvier 2017 |
| Jura                    | 9      | Coteaux du Lizon                    | 39491            | Saint-Lupicin              | 2 420            | 2                        | Cuttura - Saint-Lupicin | oui                                            | 4 juillet 2016 | 1er janvier 2017 |
| Jura                    | 9      | Valzin en Petite Montagne           | 39290            | Légna                      | 479              | 4                        | Chatonnay - Fétigny - Légna - Savigna | non                                            | 4 juillet 2016 | 1er janvier 2017 |
| Jura                    | 9      | Val-Sonnette                        | 39576            | Vincelles                  | 938              | 4                        | Bonnaud - Grusse - Vercia - Vincelles | oui                                            | 4 juillet 2016 | 1er janvier 2017 |
| Jura                    | 9      | Val Suran                           | 39485            | Saint-Julien               | 831              | 4                        | Bourcia - Louvenne - Saint-Julien - Villechantria | non                                            | 15 novembre 2016 | 1er janvier 2017 |
| Jura                    | 9      | Septmoncel les Molunes              | 39510            | Septmoncel                 | 831              | 2                        | Septmoncel - Les Molunes | non                                            | 15 décembre 2016 | 1er janvier 2017 |
| Jura                    | 9      | Aromas                              | 39018            | Aromas                     | 634              | 2                        | Aromas - Villeneuve-lès-Charnod | non                                            | 15 décembre 2016 | 1er janvier 2017 |
| Jura                    | 9      | Thoirette-Coisia                    | 39530            | Thoirette                  | 876              | 2                        | Thoirette - Coisia | non                                            | 19 décembre 2016 | 1er janvier 2017 |
| Landes                  | 1      | Rion-des-Landes                     | 40243            | Rion-des-Landes            | 2 978            | 2                        | Boos - Rion-des-Landes | oui                                            | 25 novembre 2016 | 1er janvier 2017 |
| Loir-et-Cher            | 4      | Valloire-sur-Cisse                  | 41055            | Chouzy-sur-Cisse           | 2 378            | 3                        | Chouzy-sur-Cisse - Coulanges - Seillac | oui                                            | 4 juin 2016 | 1er janvier 2017 |
| Loir-et-Cher            | 4      | Valencisse                          | 41142            | Valencisse                 | 2 416            | 2 (3 communes déléguées) | Chambon-sur-Cisse - Valencisse (déjà issue, le 1er janvier 2016, du regroupement de Molineuf et Orchaise) | oui                                            | 27 juillet 2016 | 1er janvier 2017 |
| Loir-et-Cher            | 4      | Veuzain-sur-Loire                   | 41167            | Onzain                     | 3 861            | 2                        | Onzain - Veuves | oui                                            | 26 septembre 2016 | 1er janvier 2017 |
| Loir-et-Cher            | 4      | Oucques La Nouvelle                 | 41171            | Oucques                    | 1 723            | 4                        | Baigneaux - Beauvilliers - Oucques - Sainte-Gemmes | oui                                            | 30 septembre 2016 | 1er janvier 2017 |
| Haute-Loire             | 1      | Saint-Privat-d'Allier               | 43221            | Saint-Privat-d'Allier      | 419              | 2                        | Saint-Didier-d'Allier - Saint-Privat-d'Allier | oui (Saint-Didier-d'Allier)                    | 27 septembre 2016 | 1er janvier 2017 |
| Loiret                  | 1      | Bray-Saint-Aignan                   | 45051            | Bray-en-Val                | 1 734            | 2                        | Bray-en-Val - Saint-Aignan-des-Gués | non                                            | 25 juillet 2016 | 1er janvier 2017 |
| Lot                     | 3      | Castelnau Montratier-Sainte Alauzie | 46063            | Castelnau-Montratier       | 1 960            | 2                        | Castelnau-Montratier - Sainte-Alauzie | oui                                            | 3 août 2016 | 1er janvier 2017 |
| Lot                     | 3      | Saint Géry-Vers                     | 46268            | Saint-Géry                 | 860              | 2                        | Saint-Géry - Vers | oui                                            | 21 novembre 2016 | 1er janvier 2017 |
| Lot                     | 3      | Bellefont-La Rauze                  | 46156            | Laroque-des-Arcs           | 1 248            | 3                        | Cours - Laroque-des-Arcs - Valroufié | oui                                            | 21 novembre 2016 | 1er janvier 2017 |
| Lozère                  | 6      | Mont Lozère et Goulet               | 48027            | Le Bleymard                | 1 070            | 6                        | Bagnols-les-Bains - Belvezet - Le Bleymard - Chasseradès - Mas-d'Orcières - Saint-Julien-du-Tournel | oui                                            | 23 mai 2016 | 1er janvier 2017 |
| Lozère                  | 6      | Gorges du Tarn Causses              | 48146            | Sainte-Enimie              | 967              | 3                        | Montbrun - Quézac - Sainte-Enimie | oui                                            | 4 juillet 2016 | 1er janvier 2017 |
| Lozère                  | 6      | Prinsuéjols-Malbouzon               | 48087            | Malbouzon                  | 293              | 2                        | Malbouzon - Prinsuéjols | oui                                            | 3 août 2016 | 1er janvier 2017 |
| Lozère                  | 6      | Saint Bonnet-Laval                  | 48139            | Saint-Bonnet-de-Montauroux | 274              | 2                        | Laval-Atger - Saint-Bonnet-de-Montauroux | oui                                            | 13 septembre 2016 | 1er janvier 2017 |
| Lozère                  | 6      | Peyre en Aubrac                     | 48009            | Aumont-Aubrac              | 2 390            | 6                        | Aumont-Aubrac - La Chaze-de-Peyre - Fau-de-Peyre - Javols - Sainte-Colombe-de-Peyre - Saint-Sauveur-de-Peyre | oui                                            | 15 septembre 2016 | 1er janvier 2017 |
| Lozère                  | 6      | Massegros Causses Gorges            | 48094            | Le Massegros               | 948              | 5                        | Le Massegros - Le Recoux - Saint-Georges-de-Lévéjac - Saint-Rome-de-Dolan - Les Vignes | oui                                            | 22 décembre 2016 | 1er janvier 2017 |
| Maine-et-Loire          | 2      | Morannes sur Sarthe-Daumeray        | 49220            | Morannes-sur-Sarthe        | 3 586            | 2                        | Daumeray - Morannes-sur-Sarthe (déjà issue, le 1er janvier 2016, du regroupement de Chemiré-sur-Sarthe et Morannes) | oui (Chemiré-sur-Sarthe et Daumeray)           | 6 septembre 2016 | 1er janvier 2017 |
| Maine-et-Loire          | 2      | Terranjou                           | 49086            | Chavagnes                  | 3 764            | 3                        | Chavagnes - Notre-Dame-d'Allençon - Martigné-Briand | oui                                            | 10 novembre 2016 | 1er janvier 2017 |
| Manche                  | 9      | Picauville                          | 50400            | Picauville                 | 3 401            | 2 (7 communes déléguées) | Les Moitiers-en-Bauptois - Picauville (déjà issue, le 1er janvier 2016, du regroupement d'Amfreville, Cretteville, Gourbesville, Houtteville, Picauville et Vindefontaine) | non                                            | 4 juillet 2016, | 1er janvier 2017 |
| Manche                  | 9      | Saint-James                         | 50487            | Saint-James                | 5 041            | 7                        | Argouges - Carnet - La Croix-Avranchin - Montanel - Saint-James - Vergoncey - Villiers-le-Pré | oui                                            | 8 juillet 2016 | 1er janvier 2017 |
| Manche                  | 9      | Juvigny les Vallées                 | 50260            | Juvigny-le-Tertre          | 1 742            | 7                        | La Bazoge - Bellefontaine - Chasseguey - Chérencé-le-Roussel - Juvigny-le-Tertre - Le Mesnil-Rainfray - Le Mesnil-Tôve | oui                                            | 8 juillet 2016 | 1er janvier 2017 |
| Manche                  | 9      | Saint-Amand-Villages                | 50444            | Saint-Amand                | 2 590            | 2                        | Placy-Montaigu - Saint-Amand | oui                                            | 21 juillet 2016 | 1er janvier 2017 |
| Manche                  | 9      | Condé-sur-Vire                      | 50139            | Condé-sur-Vire             | 4 088            | 2 (3 communes déléguées) | Condé-sur-Vire (déjà issue, le 1er janvier 2016, du regroupement de Condé-sur-Vire et Le Mesnil-Raoult) - Troisgots | non                                            | 22 juillet 2016 | 1er janvier 2017 |
| Manche                  | 9      | Carentan les Marais                 | 50099            | Carentan les Marais        | 7 887            | 4 (7 communes déléguées) | Brévands - Carentan les Marais (déjà issue, le 1er janvier 2016, du regroupement d'Angoville-au-Plain, Carentan, Houesville et Saint-Côme-du-Mont) - Saint-Pellerin - Les Veys | oui                                            | 22 juillet 2016 | 1er janvier 2017 |
| Manche                  | 9      | Canisy                              | 50095            | Canisy                     | 1 799            | 2                        | Canisy - Saint-Ébremond-de-Bonfossé | oui                                            | 22 juillet 2016 | 1er janvier 2017 |
| Manche                  | 9      | Remilly Les Marais                  | 50431            | Remilly-sur-Lozon          | 1 092            | 3                        | Les Champs-de-Losque - Le Mesnil-Vigot - Remilly-sur-Lozon | oui                                            | 5 août 2016 | 1er janvier 2017 |
| Manche                  | 9      | La Hague                            | 50041            | Beaumont-Hague             | 11 886           | 19                       | Acqueville - Auderville - Beaumont-Hague - Biville - Branville-Hague - Digulleville - Éculleville - Flottemanville-Hague - Gréville-Hague - Herqueville - Jobourg - Omonville-la-Petite - Omonville-la-Rogue - Sainte-Croix-Hague - Saint-Germain-des-Vaux - Tonneville - Urville-Nacqueville - Vasteville - Vauville | oui                                            | 27 septembre 2016 | 1er janvier 2017 |
| Marne                   | 2      | Bourgogne-Fresne                    | 51075            | Bourgogne                  | 1 478            | 2                        | Bourgogne - Fresne-lès-Reims | oui                                            | 27 juin 2016 | 1er janvier 2017 |
| Marne                   | 2      | Cormicy                             | 51171            | Cormicy                    | 1 478            | 2                        | Cormicy - Gernicourt | oui                                            | 31 décembre 2016 | 1er janvier 2017 |
| Haute-Marne             | 1      | Colombey les Deux Églises           | 52140            | Colombey-les-Deux-Églises  | 766              | 2 (9 communes déléguées) | Colombey-les-Deux-Églises - Lamothe-en-Blaisy | oui                                            | 30 novembre 2016 | 1er janvier 2017 |
| Mayenne                 | 3      | Blandouet-Saint Jean                | 53228            | Saint-Jean-sur-Erve        | 640              | 2                        | Blandouet - Saint-Jean-sur-Erve | oui                                            | 2 juin 2016 | 1er janvier 2017 |
| Mayenne                 | 3      | Val-du-Maine                        | 53017            | Ballée                     | 938              | 2                        | Ballée - Épineux-le-Seguin | oui                                            | 22 juillet 2016 | 1er janvier 2017 |
| Mayenne                 | 3      | Montsûrs-Saint-Céneré               | 53161            | Montsûrs                   | 2 516            | 2                        | Montsûrs - Saint-Céneré | oui                                            | 29 septembre 2016 | 1er janvier 2017 |
| Meurthe-et-Moselle      | 1      | Val de Briey                        | 54099            | Briey                      | 8 175            | 3                        | Briey - Mance - Mancieulles | oui                                            | 23 août 2016, | 1er janvier 2017 |
| Morbihan                | 2      | La Gacilly                          | 56061            | La Gacilly                 | 3 883            | 3                        | La Chapelle-Gaceline - La Gacilly - Glénac | oui                                            | 13 juillet 2016 | 1er janvier 2017 |
| Morbihan                | 2      | Carentoir                           | 56033            | Carentoir                  | 3 271            | 2                        | Carentoir - Quelneuc | oui (Quelneuc)                                 | 25 octobre 2016 | 1er janvier 2017 |
| Moselle                 | 1      | Ogy-Montoy-Flanville                | 57482            | Montoy-Flanville           | 1 651            | 2                        | Montoy-Flanville - Ogy | oui                                            | 22 décembre 2016 | 1er janvier 2017 |
| Nièvre                  | 1      | Vaux d'Amognes                      | 58204            | Ourouër                    | 558              | 2                        | Balleray - Ourouër | oui                                            | 6 juillet 2016 | 1er janvier 2017 |
| Oise                    | 2      | La Drenne                           | 60196            | Le Déluge                  | 926              | 3                        | Le Déluge - La Neuville-d'Aumont - Ressons-l'Abbaye | oui (La Neuville-d'Aumont et Ressons-l'Abbaye) | 27 mai 2016 | 1er janvier 2017 |
| Oise                    | 2      | Auneuil                             | 60029            | Auneuil                    | 2 986            | 2                        | Auneuil - Troussures | non                                            | 30 décembre 2016 | 1er janvier 2017 |
| Orne                    | 2      | Belforêt-en-Perche                  | 61196            | Le Gué-de-la-Chaîne        | 1 675            | 6                        | Eperrais - Le Gué-de-la-Chaîne - Origny-le-Butin - La Perrière - Saint-Ouen-de-la-Cour - Sérigny | oui                                            | 8 août 2016 | 1er janvier 2017 |
| Orne                    | 2      | Gouffern en Auge                    | 61474            | Silly-en-Gouffern          | 3 829            | 14                       | Aubry-en-Exmes - Avernes-sous-Exmes - Le Bourg-Saint-Léonard - Chambois - La Cochère - Courménil - Exmes - Fel - Omméel - Saint-Pierre-la-Rivière - Silly-en-Gouffern - Survie - Urou-et-Crennes - Villebadin | oui                                            | 6 octobre 2016 | 1er janvier 2017 |
| Pas-de-Calais           | 1      | Enquin-lez-Guinegatte               | 62295            | Enguinegatte               | 1 606            | 2                        | Enguinegatte - Enquin-les-Mines | oui                                            | 30 juin 2016 | 1er janvier 2017 |
| Pyrénées-Atlantiques    | 1      | Ance Féas                           | 64225            | Féas                       | 642              | 2                        | Ance - Féas | oui                                            | 19 juillet 2016 | 1er janvier 2017 |
| Hautes-Pyrénées         | 2      | Benqué-Molère                       | 65081            | Benqué                     | 121              | 2                        | Benqué - Molère | non                                            | 21 juillet 2016 | 1er janvier 2017 |
| Hautes-Pyrénées         | 2      | Saligos                             | 65399            | Saligos                    | 128              | 2                        | Saligos - Vizos | non                                            | 14 septembre 2016 | 1er janvier 2017 |
| Bas-Rhin                | 1      | Hochfelden                          | 67202            | Hochfelden                 | 3 921            | 2                        | Hochfelden - Schaffhouse-sur-Zorn | oui (Schaffhouse-sur-Zorn)                     | 30 juin 2016, | 1er janvier 2017 |
| Rhône                   | 3      | Porte des Pierres Dorées            | 69159            | Pouilly-le-Monial          | 2 906            | 2                        | Liergues - Pouilly-le-Monial | oui                                            | 22 septembre 2016 | 1er janvier 2017 |
| Rhône                   | 3      | Val d'Oingt                         | 69024            | Le Bois-d'Oingt            | 3 815            | 3                        | Oingt - Le Bois-d'Oingt - Saint-Laurent-d'Oingt | oui                                            | 22 septembre 2016 | 1er janvier 2017 |
| Rhône                   | 3      | Chabanière                          | 69228            | Saint-Maurice-sur-Dargoire | 4 047            | 3                        | Saint-Sorlin - Saint-Maurice-sur-Dargoire - Saint-Didier-sous-Riverie | oui                                            | 5 octobre 2016 | 1er janvier 2017 |
| Haute-Saône             | 1      | Servance-Miellin                    | 70489            | Servance                   | 867              | 2                        | Servance - Miellin | oui                                            | 26 septembre 2016 | 1er janvier 2017 |
| Saône-et-Loire          | 1      | La Vineuse sur Fregande             | 71582            | La Vineuse                 | 627              | 4                        | Donzy-le-National - Massy - La Vineuse - Vitry-lès-Cluny | oui                                            | 28 juillet 2016 | 1er janvier 2017 |
| Sarthe                  | 3      | Saint-Paterne - Le Chevain          | 72308            | Saint-Paterne              | 2 180            | 2                        | Saint-Paterne - Le Chevain | oui                                            | 28 septembre 2016 | 1er janvier 2017 |
| Sarthe                  | 3      | Bazouges Cré sur Loir               | 72025            | Bazouges-sur-le-Loir       | 2 057            | 2                        | Bazouges-sur-le-Loir - Cré-sur-Loir | oui                                            | 16 décembre 2016 | 1er janvier 2017 |
| Sarthe                  | 3      | Loir en Vallée                      | 72262            | Ruillé-sur-Loir            | 2 223            | 4                        | Lavenay - La Chapelle-Gaugain - Poncé-sur-le-Loir - Ruillé-sur-Loir | oui                                            | 16 décembre 2016 | 1er janvier 2017 |
| Savoie                  | 3      | Val-Cenis                           | 73290            | Termignon                  | 2 123            | 5                        | Bramans - Lanslebourg-Mont-Cenis - Lanslevillard - Sollières-Sardières - Termignon | oui                                            | 8 août 2016 | 1er janvier 2017 |
| Savoie                  | 3      | Courchevel                          | 73227            | Saint-Bon-Tarentaise       | 2 376            | 2                        | La Perrière - Saint-Bon-Tarentaise | non                                            | 8 août 2016 | 1er janvier 2017 |
| Savoie                  | 3      | Saint François Longchamp            | 73235            | Saint-François-Longchamp   | 467              | 3                        | Montaimont - Montgellafrey - Saint-François-Longchamp | oui                                            | 19 décembre 2016 | 1er janvier 2017 |
| Haute-Savoie            | 2      | Fillière                            | 74282            | Thorens-Glières            | 8 796            | 5                        | Aviernoz - Évires - Les Ollières - Saint-Martin-Bellevue - Thorens-Glières | oui                                            | 27 mai 2016 | 1er janvier 2017 |
| Haute-Savoie            | 2      | Annecy                              | 74010            | Annecy                     | 121 809          | 6                        | Annecy - Annecy-le-Vieux - Cran-Gevrier - Meythet - Pringy - Seynod | oui                                            | 14 juillet 2016 | 1er janvier 2017 |
| Seine-Maritime          | 2      | Terres-de-Caux                      | 76258            | Fauville-en-Caux           | 4 129            | 7                        | Auzouville-Auberbosc - Bennetot - Bermonville - Fauville-en-Caux - Ricarville - Saint-Pierre-Lavis - Sainte-Marguerite-sur-Fauville | oui                                            | 12 septembre 2016 | 1er janvier 2017 |
| Seine-Maritime          | 2      | Buchy                               | 76146            | Buchy                      | 2 782            | 3                        | Bosc-Roger-sur-Buchy - Buchy - Estouteville-Écalles | oui                                            | 15 novembre 2016 | 1er janvier 2017 |
| Seine-et-Marne          | 1      | Moret-Loing-et-Orvanne              | 77316            | Moret-sur-Loing            | 12 715           | 2                        | Moret Loing et Orvanne - Veneux-les-Sablons | oui (5 communes déléguées)                     | 26 décembre 2016 | 1er janvier 2017 |
| Deux-Sèvres             | 3      | Alloinay                            | 79136            | Gournay-Loizé              | 878              | 2                        | Les Alleuds - Gournay-Loizé | oui                                            | 18 avril 2016 | 1er janvier 2017 |
| Deux-Sèvres             | 3      | Val en Vignes                       | 79063            | Cersay                     | 2 022            | 3                        | Bouillé-Saint-Paul - Cersay - Massais | oui                                            | 24 novembre 2016 | 1er janvier 2017 |
| Deux-Sèvres             | 3      | Mougon-Thorigné                     | 79185            | Mougon                     | 3 390            | 2                        | Mougon - Thorigné | oui                                            | 29 novembre 2016 | 1er janvier 2017 |
| Somme                   | 2      | Hypercourt                          | 80621            | Pertain                    | 705              | 3                        | Hyencourt-le-Grand - Omiécourt - Pertain | oui                                            | 25 mai 2016 | 1er janvier 2017 |
| Somme                   | 2      | Étinehem-Méricourt                  | 80295            | Étinehem                   | 589              | 2                        | Étinehem - Méricourt-sur-Somme | oui                                            | 11 juillet 2016 | 1er janvier 2017 |
| Tarn                    | 1      | Puygouzon                           | 81218            | Puygouzon                  | 3 331            | 2                        | Labastide-Dénat - Puygouzon | oui (Labastide-Dénat)                          | 11 juillet 2016 | 1er janvier 2017 |
| Vendée                  | 2      | Auchay-sur-Vendée                   | 85009            | Auzay                      | 1 090            | 2                        | Auzay - Chaix | oui                                            | 4 août 2016 | 1er janvier 2017 |
| Vendée                  | 2      | Les Achards                         | 85152            | La Mothe-Achard            | 4 782            | 2                        | La Chapelle-Achard - La Mothe-Achard | oui                                            | 30 septembre 2016 | 1er janvier 2017 |
| Vienne                  | 4      | Beaumont Saint-Cyr                  | 86019            | Beaumont                   | 2 968            | 2                        | Beaumont - Saint-Cyr | oui                                            | 8 juillet 2016 | 1er janvier 2017 |
| Vienne                  | 4      | Jaunay-Marigny                      | 86115            | Jaunay-Clan                | 7 233            | 2                        | Jaunay-Clan - Marigny-Brizay | oui                                            | 19 juillet 2016 | 1er janvier 2017 |
| Vienne                  | 4      | Saint Martin la Pallu               | 86281            | Vendeuvre-du-Poitou        | 5 109            | 4                        | Blaslay - Charrais - Cheneché - Vendeuvre-du-Poitou | oui                                            | 19 juillet 2016 | 1er janvier 2017 |
| Vienne                  | 4      | Champigny en Rochereau              | 86053            | Champigny-le-Sec           | 1 862            | 2                        | Champigny-le-Sec - Le Rochereau | non                                            | 19 juillet 2016 | 1er janvier 2017 |
| Vosges                  | 2      | Tollaincourt                        | 88475            | Tollaincourt               | 127              | 2                        | Tollaincourt - Rocourt | non                                            | 19 septembre 2016 | 1er janvier 2017 |
| Vosges                  | 2      | La Vôge-les-Bains                   | 88029            | Bains-les-Bains            | 1 734            | 3                        | Bains-les-Bains - Harsault - Hautmougey | oui                                            | 5 décembre 2016 | 1er janvier 2017 |
| Yonne                   | 3      | Montholon                           | 89003            | Aillant-sur-Tholon         | 2 913            | 4                        | Aillant-sur-Tholon - Champvallon - Villiers-sur-Tholon - Volgré | oui                                            | 1er avril 2016 | 1er janvier 2017 |
| Yonne                   | 3      | Deux Rivières                       | 89130            | Cravant                    | 1 259            | 2                        | Accolay - Cravant | oui                                            | 26 avril 2016 | 1er janvier 2017 |
| Yonne                   | 3      | Les Hauts de Forterre               | 89405            | Taingy                     | 539              | 3                        | Fontenailles - Molesmes - Taingy | oui                                            | 16 août 2016 | 1er janvier 2017 |

## Cas particuliers entraînant la modification de limites administratives

### Limites de régions
Contrairement à un établissement public de coopération intercommunale à fiscalité propre, une commune ne peut se situer à cheval sur deux départements et deux régions. Afin d’être validée, à la suite des conseils municipaux, les conseils départementaux et les conseils régionaux concernés doivent également approuver le projet de fusion entraînant une modification de leurs limites territoriales. Celle-ci ne peut intervenir que par la signature d’un décret du gouvernement autorisant cette modification, après avoir obtenu l’avis favorable du Conseil d’État.
Ainsi, pour permettre aux communes de Gernicourt, dans l'Aisne en région Hauts-de-France, et de Cormicy, dans la Marne en région Grand Est, de fusionner sous le régime de la commune nouvelle, il a fallu que la commune de Gernicourt quitte, le 31 décembre 2016, la région Hauts-de-France et le département de l'Aisne (ainsi que l'arrondissement de Laon et le canton de Guignicourt) pour celui du Grand Est et de la Marne (et pour l'arrondissement de Reims et le canton de Bourgogne), grâce à un décret du 28 décembre 2016 préalablement à l'arrêté de création de la commune nouvelle paru le 31 décembre 2016.